# ألفين سي يورك
ألفين سي يورك (بالإنجليزية: Alvin C. York) (و. 1887 – 1964 م) هو عسكري محترف من الولايات المتحدة الأمريكية .
وهو عضو في الحزب الديمقراطي الأمريكي .

## جوائز
حصل على جوائز منها فارس وسام جوقة الشرف، وميدالية الشرف.

## روابط خارجية
- ألفين سي يورك على موقع IMDb (الإنجليزية)
- ألفين سي يورك على موقع الموسوعة البريطانية (الإنجليزية)
- ألفين سي يورك على موقع إن إن دي بي (الإنجليزية)
- ألفين سي يورك على موقع قاعدة بيانات الفيلم (الإنجليزية)